# Панова, Людмила Валентиновна
Людмила Валентиновна Панова (1955—2012) — создатель историко-этнографического Музея Терских поморов в Умбе, исследователь поморской культуры. Заслуженный работник культуры РФ (с 1994).

## Биография
Родилась в Тетрино на Терском берегу Белого моря. В 1977 году окончила историко-филологический факультет Петрозаводского государственного университета. Работала сначала учителем в Беломорском районе Карелии, затем библиотекарем в Умбе (Терский район Мурманской области), директором Дома культуры.
Организовав несколько экспедиций по Терскому берегу Белого моря, собрала экспонаты для будущего музея, инициатором создания которого выступила. С конца 1980-х годов он функционировал на общественных началах, затем стал полноценным музеем.
С 1992 по 2007 год возглавляла созданный ей музей, юридически ставший филиалом Мурманского областного краеведческого музея.

## Память
В 2017 году, через пять лет после смерти, в честь Л. В. Пановой была торжественно открыта памятная доска на здании музея в Умбе.